# 20 ventôse
20 pluviôse 20 germinal
Le décadi 20 ventôse, officiellement dénommé jour du cordeau, est le 170e jour de l'année du calendrier républicain.
C'était généralement le 10e jour du mois de mars dans le calendrier grégorien.